# 破損奉行
破損奉行（はそんぶぎょう）は、江戸幕府における職名の1つ。駿府に置かれた駿府破損奉行（すんぷはそんぶぎょう）と、大坂城の大坂破損奉行（おおさかはそんぶぎょう）の2つがあった。

## 駿府
駿府城内外の建造物の営繕、材木の管理を掌った役職。定員2名で、役料として30人扶持が支給された。配下に下奉行4名ずつと駿府城代と駿府定番付属の同心8名（10石3人扶持）が付属。
寛永16年（1639年）に書院番による駿府在番が開始されて以来、在番衆の出役による破損奉行2名が城の営繕の職務を担当したが、宝永4年（1707年）3月に、庄田主税安清と勝金左衛門正甫の2名が奉行として任命された。宝永7年（1710年）に廃止され、城の修繕は再び駿府在番の所管となったが、寛政2年（1790年）に在番が廃止されるに伴い駿府町奉行掛破損方へ移管。享和3年（1803年）に駿府武具奉行の榊原平兵衛が破損奉行との兼帯を仰せ付けられ、以後武具奉行との兼役となった。
破損金は当初は無制限だったが、享保元年（1716年）より3000両とされ石垣・橋・瓦塀など100間に及ぶものは臨時の公用とされた。同14年（1729年）には1000両、宝暦5年（1755年）には700両、明和7年（1770年）には350両と時代を下るにつれて減額されていった。

## 大坂
大坂定番の支配下で、大坂城と蔵の造営修理、またそのための木材の管理を役目とした。持高勤めで、在職中は役料として合力米80石を支給された。定員3名で、配下にそれぞれ手代5人、同心20人ずつがつけられた。大坂具足奉行・大坂弓矢奉行（弓奉行）・大坂鉄砲奉行・大坂蔵奉行・大坂金奉行とともに大坂城六役、または六役奉行と呼ばれていた。
当初は大坂材木奉行と呼ばれていたが、元禄11年（1698年）11月18日にそれまで2名だった材木奉行を3名に増員し、破損奉行と名称が変更された。寛永元年（1624年）に南条隆政（なんじょう たかまさ）がこの職に任じられたのが始まりで、配下には地付の手代と大坂城の淀川対岸にある川崎材木蔵を管理する蔵番6名がいた。
修復の際には、まず大工頭の山村与助が見積もりをし、吟味の上で江戸に伺いをたて、大坂町奉行所で御用掛代官とともに入札に立ち会った後、摂津・河内・和泉・播磨の4箇所の天領に賦課された大坂城・蔵修復役の代銀を支払いにあて修復を行った。